# Maria Czartoryska
Maria Czartoryska (também conhecida por Maria Wirtemberska), (Varsóvia, 15 de março de 1768 - Paris, 21 de outubro de 1854) foi uma nobre polaca, escritora e filantropista.

## Biografia
Maria Ana era filha da condessa Isabel de Fleming e do príncipe Adão Czartoryski. Passou a sua infância no Palácio Azul em Varsóvia e em Powązki. Em 1782 mudou-se com os pais para Puławy.
Entre 1784 e 1793 Maria esteve casada com o duque Luís de Württemberg que se tornou comandante no exército da Lituânia na guerra de 1792 contra a Rússia. Maria divorciou-se dele quando a sua traição para com a Polónia foi conhecida. O único filho de Maria, o duque Adão de Württemberg, ficou com o pai e foi educado numa atmosfera de preconceito para com a Polónia e a sua mãe.
Após o seu divórcio Maria passou a viver maioritariamente em Varsóvia e, entre 1798 e 1904 passava os invernos em Viena e os verões em Puławy. Entre 1808 e 1816 teve um salão literário em Varsóvia e os seus convidados incluíam Julian Ursyn Niemcewicz. Participou em reuniões da Sociedade X (Towarzystwo Iksów). Em 1816 publicou "Marvina ou a Intuição do Coração", considerado o primeiro romance psicológico da história na Polónia.
Encantada pela pitoresca aldeia de Pilica, comprou lá uma casa e remodelou o seu jardim. Também construiu um palácio e uma igreja. O parque de Pilica era considerado um dos mais bonitos da Europa.
Maria era uma filantropista activa, educando as classes mais pobres.
Após o Levante de Novembro, Maria mudou-se para Sieniawa, na Galicia, perto do Império Austro-Húngaro. Em 1837 mudou-se para Paris onde viveu com o seu irmão até à morte.